# Vassili Tchernetsov
Vassili Mikhailovitch Tchernetsov (en russe : Васи́лий Миха́йлович Чернецо́в), né le 22 mars 1890 dans la stanitsa Kalitvenskaïa (district du Donets de l’oblast des cosaques du Don) et tué le 23 janvier 1918 près de la ferme Ivanovka (oblast de l'armée du Don), est un colonel cosaque vétéran de la Première Guerre mondiale engagé dans les armées blanches du Sud de la Russie.

## Biographie
Cosaque de la stanitsa Kalitvenskaïa, Tchernetsov étudie à l’école des junkers cosaques de Novotcherkassk dont il sort en 1909.

### Première Guerre mondiale
Lors de la Première Guerre mondiale Tchernetsov sert en tant que sotnik dans le 26e régiment des cosaques du Don au sein de la 4e division cosaque. Blessé trois fois au combat il commande en 1915 le détachement de partisans de la 4e division cosaque. Pour son action il est promu podiessaoul (capitaine en second) puis iessaoul (capitaine) et reçoit plusieurs décorations ainsi qu’une épée de Saint-Georges.

### Guerre civile russe
Fin 1917 l’ataman du Don Kaledine refuse de reconnaître la prise de pouvoir des bolchéviques et autour du général Alekseïev commence à se former l’armée des volontaires. Les cosaques, las de la guerre, ne prennent pas les armes et seul le détachement de Tchernetsov, formé d’étudiants, répond à l’appel de l’ataman.
Ce détachement intervient dans toute la région du Don, combattant les unités rouges. Le 17 janvier 1918 il défait les régiments passés du côté des bolchéviques à la stanitsa Kamenskaïa et est promu par l’ataman Kaledine directement au rang de colonel (sautant celui de lieutenant-colonel).
Tchernetsov est alors attaqué par les gardes rouges de Sabline en supériorité numérique. Les hommes de Tchernetsov parviennent à repousser l’attaquant, capturant au passage un train de munition.
Le comité révolutionnaire du Don reçoit le soutien du régiment de Voronej de Petrov le 20 janvier. Tchernetsov lance alors une attaque sur l’ennemi regroupé à Gloubokaïa. L’assaut désorganisé échoue et le détachement de partisans est contraint de battre en retraite après de lourdes pertes.
Tchernetsov, blessé, est fait prisonnier avec environ 40 officiers mais parvient à s’évader et rejoint sa stanitsa natale. Dénoncé par un voisin il est capturé le lendemain, le 23 janvier 1918, par un meneur des cosaques rouges Podtelkov qui le tue à coups de sabre.
Avec la mort de Tchernetsov la résistance cosaque face aux bolchévique semble s’effondrer. Le 9 février 1918 une partie du détachement de partisans quitte Novotcherkassk avec l’armée des volontaires et participe à la Première campagne du Kouban. Un autre groupe rejoint les forces cosaques dans la campagne de la steppe.